# 磐城淺川站
磐城淺川站（日语：／ Iwaki-Asakawa eki */?）是位於福島縣石川郡淺川町大字淺川字本町西裏58號，東日本旅客鐵道（JR東日本）的水郡線車站。此站是水郡線最高海拔車站。

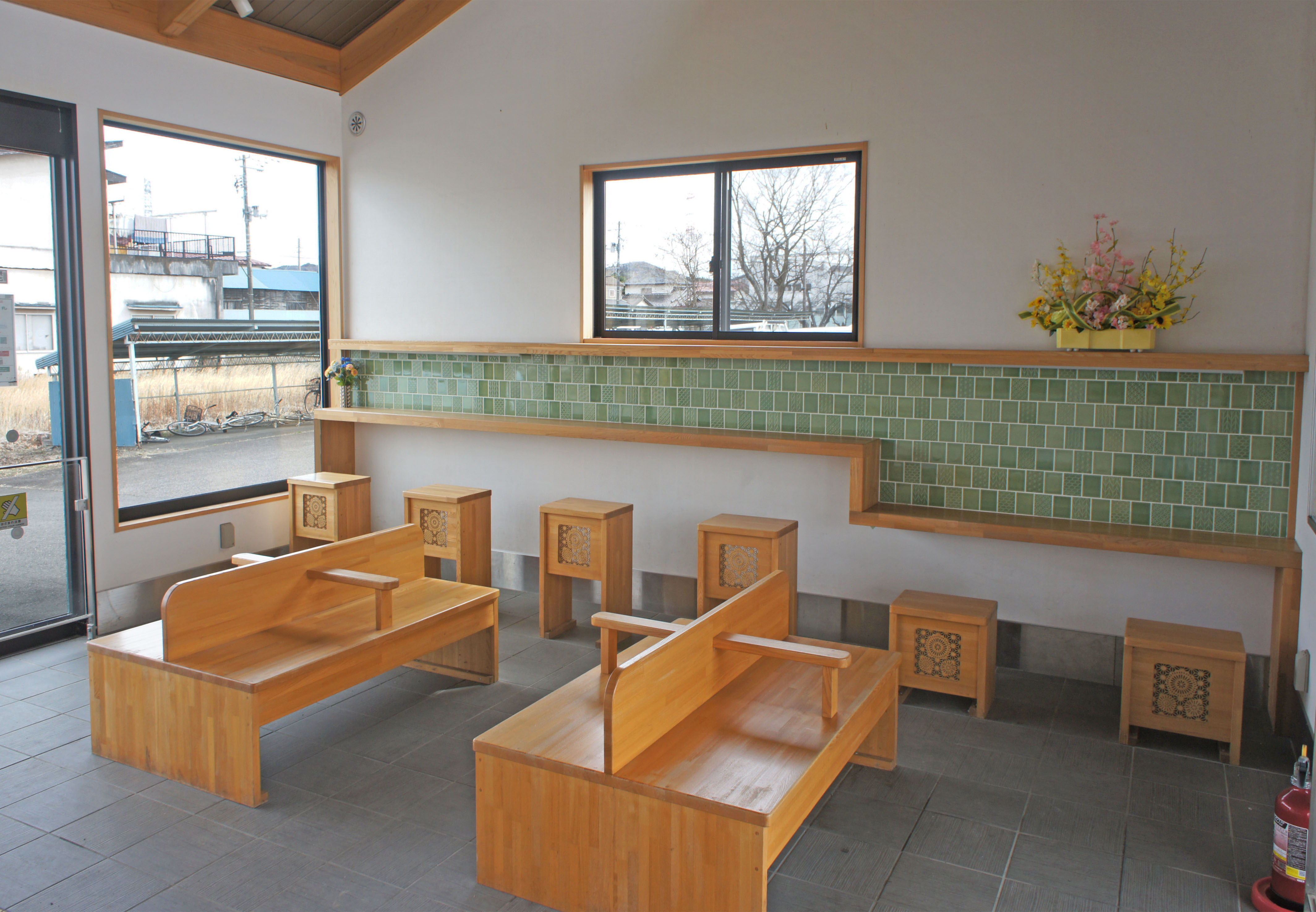
候車室内(2022年3月)

## 歷史

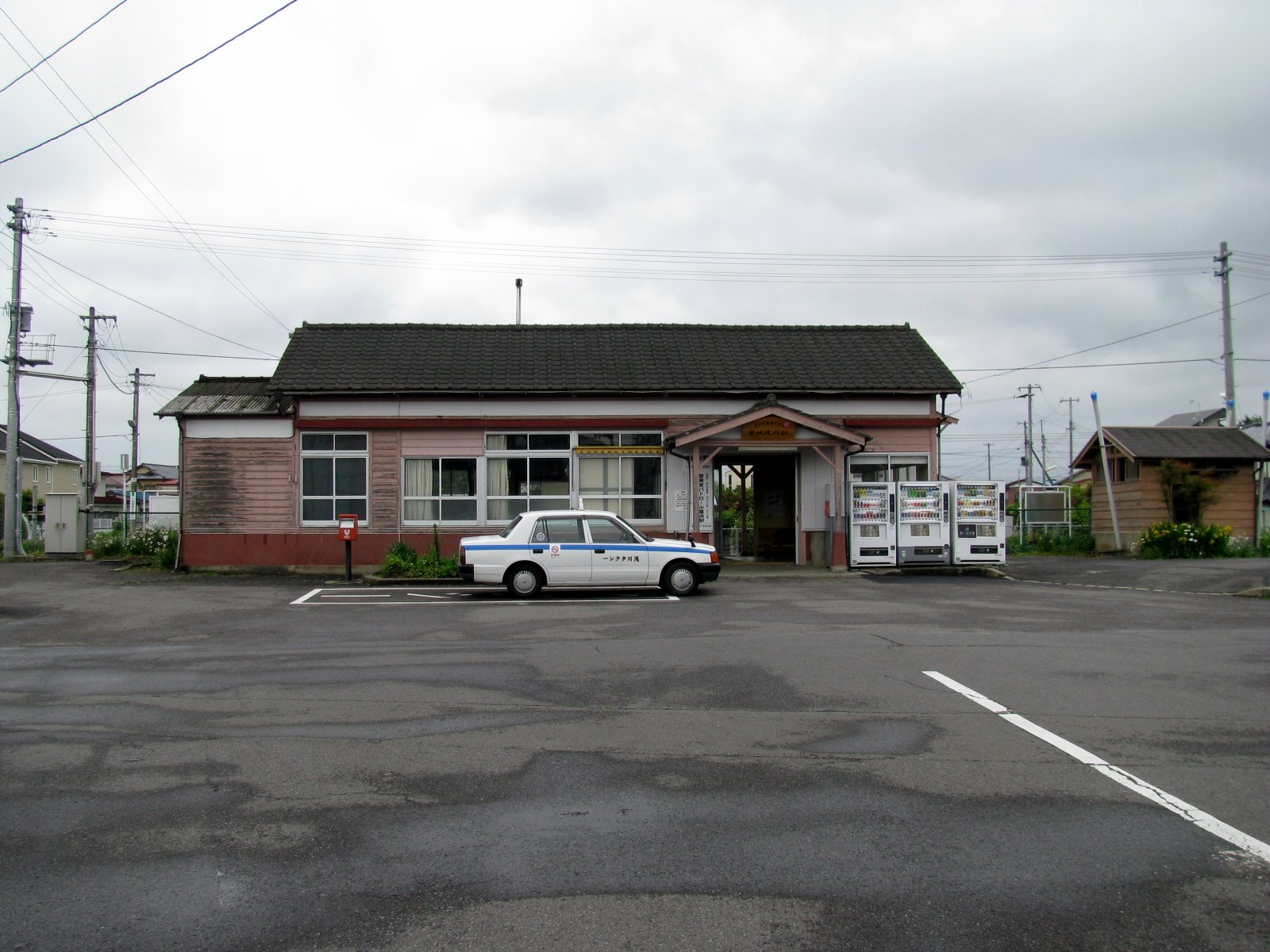
舊站房（2008年5月）

- 1934年（昭和9年）12月4日：車站啟用[2]。
- 1983年（昭和58年）6月1日：水郡線CTC化。此站成為無人車站。委托了車站大樓內的商店負責售票業務（簡易委託）。
- 1987年（昭和62年）4月1日：伴隨國鐵分割民營化，車站由東日本旅客鐵道（JR東日本）營運[3]。
- 2014年（平成26年）12月21日：從首班列車起，上下行線統一使用1號月台（車站大樓一方），越過跨線橋的2號月台（郡山方向月台）停止使用。
- 2017年（平成29年）9月：隨著車站大樓老化，車站大樓進行翻新工程。
- 2018年（平成30年）2月：新車站大樓開始使用。

## 車站構造

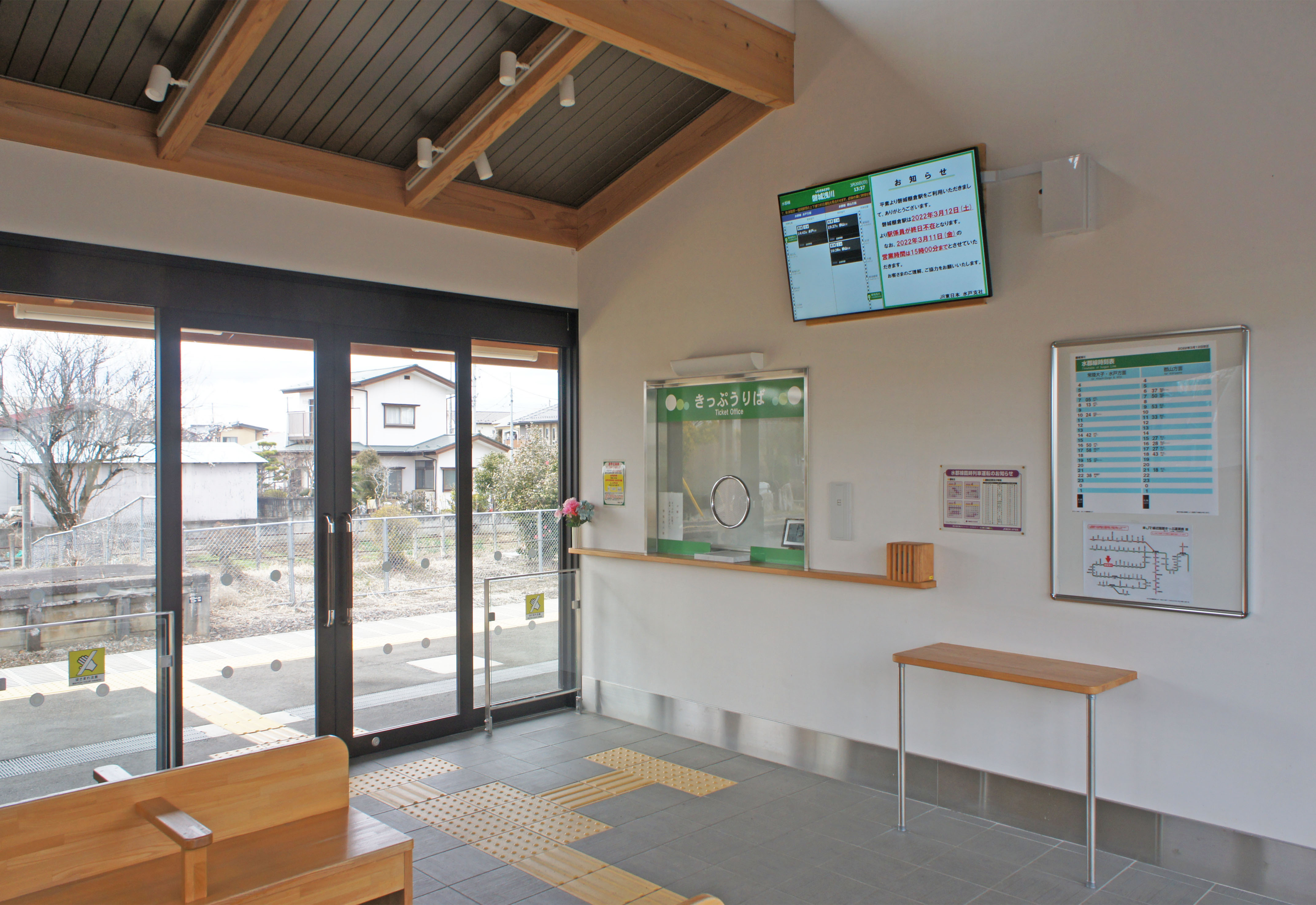
檢票口(2022年3月)

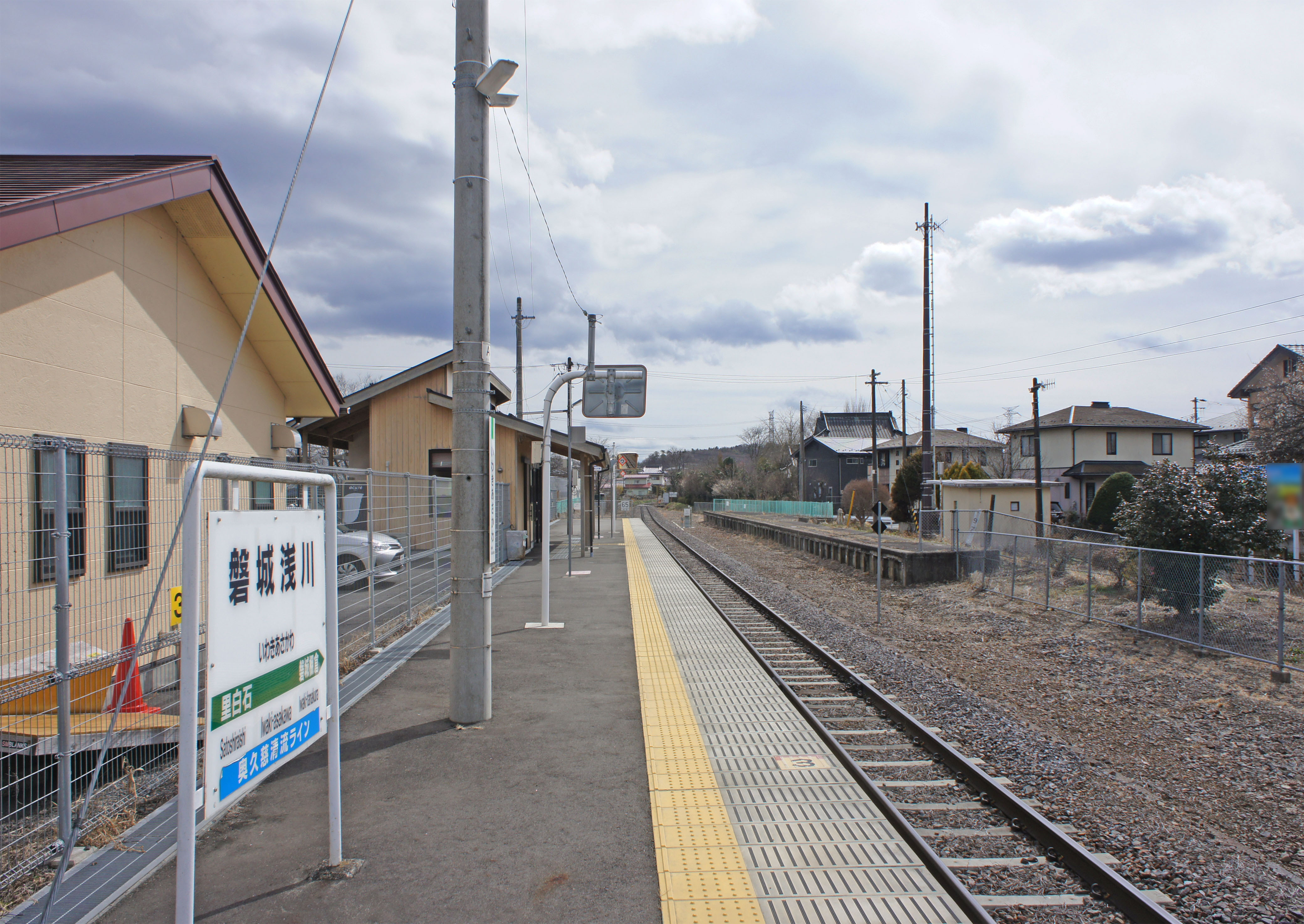
月台(2022年3月)

此站是地面車站，設有1面1線的單式月台。曾經此站設有2面2線的相對式月台，當時兩月台設有跨線橋連接。在2014年（平成26年）12月21日起，只使用1面1線的月台。跨線橋和舊2番號月台已經撒走。此站是由常陸大子站管理的簡易委託車站。

## 使用狀況
根據「JR東日本」，2019年度（令和元年度）1日平均乘車人次為166人。
| 乘車人次變化       | 乘車人次變化     | 乘車人次變化    |
| 年度               | 1日平均 乘車人次 | 參考資料        |
| ------------------ | ---------------- | --------------- |
| 2001年（平成13年） | 303              | [ 利用客数 2 ]  |
| 2002年（平成14年） | 284              | [ 利用客数 3 ]  |
| 2003年（平成15年） | 262              | [ 利用客数 4 ]  |
| 2004年（平成16年） | 255              | [ 利用客数 5 ]  |
| 2005年（平成17年） | 244              | [ 利用客数 6 ]  |
| 2006年（平成18年） | 234              | [ 利用客数 7 ]  |
| 2007年（平成19年） | 211              | [ 利用客数 8 ]  |
| 2008年（平成20年） | 221              | [ 利用客数 9 ]  |
| 2009年（平成21年） | 212              | [ 利用客数 10 ] |
| 2010年（平成22年） | 189              | [ 利用客数 11 ] |
| 2011年（平成23年） | 170              | [ 利用客数 12 ] |
| 2012年（平成24年） | 180              | [ 利用客数 13 ] |
| 2013年（平成25年） | 182              | [ 利用客数 14 ] |
| 2014年（平成26年） | 173              | [ 利用客数 15 ] |
| 2015年（平成27年） | 177              | [ 利用客数 16 ] |
| 2016年（平成28年） | 170              | [ 利用客数 17 ] |
| 2017年（平成29年） | 173              | [ 利用客数 18 ] |
| 2018年（平成30年） | 174              | [ 利用客数 19 ] |
| 2019年（令和元年） | 166              | [ 利用客数 1 ]  |

## 車站周邊

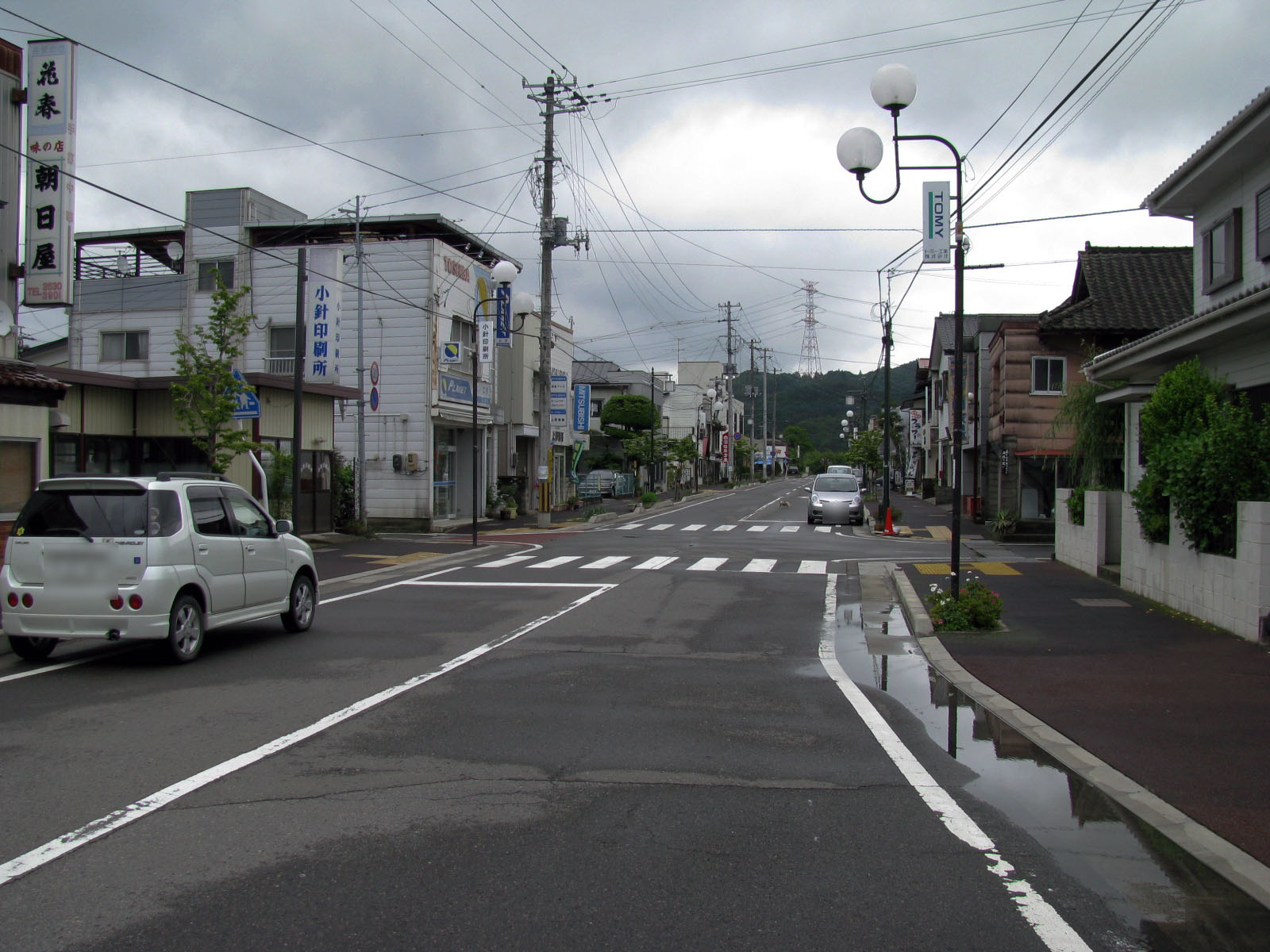
站前

- 國道118號（日语：国道118号）
- 福島縣道178号號磐城淺川停車場線（日语：福島県道178号磐城浅川停車場線）
- 福島縣道276號淺川古殿線（日语：福島県道276号浅川古殿線）
- 福島縣道277號社田淺川線（日语：福島県道277号社田浅川線）
- 淺川町公所
- 淺川郵局

## 相鄰車站
東日本旅客鐵道（JR東日本）
■水郡線
磐城棚倉－磐城淺川－里白石

## 注腳

### 使用狀況
1. 1 2  . 東日本旅客鉄道.   [2020-07-16]. （原始内容存档于2020-07-10） （日语）.
2. ↑  . 東日本旅客鉄道.   [2019-03-01]. （原始内容存档于2019-04-02） （日语）.
3. ↑  . 東日本旅客鉄道.   [2019-03-01]. （原始内容存档于2019-04-02） （日语）.
4. ↑  . 東日本旅客鉄道.   [2019-03-01]. （原始内容存档于2019-04-02） （日语）.
5. ↑  . 東日本旅客鉄道.   [2019-03-01]. （原始内容存档于2019-02-23） （日语）.
6. ↑  . 東日本旅客鉄道.   [2019-03-01]. （原始内容存档于2019-04-02） （日语）.
7. ↑  . 東日本旅客鉄道.   [2019-03-01]. （原始内容存档于2019-03-27） （日语）.
8. ↑  . 東日本旅客鉄道.   [2019-03-01]. （原始内容存档于2017-08-08） （日语）.
9. ↑  . 東日本旅客鉄道.   [2019-03-01]. （原始内容存档于2019-04-02） （日语）.
10. ↑  . 東日本旅客鉄道.   [2019-03-01]. （原始内容存档于2019-04-02） （日语）.
11. ↑  . 東日本旅客鉄道.   [2019-03-01]. （原始内容存档于2016-03-27） （日语）.
12. ↑  . 東日本旅客鉄道.   [2019-03-01]. （原始内容存档于2019-04-02） （日语）.
13. ↑  . 東日本旅客鉄道.   [2019-03-01]. （原始内容存档于2019-03-27） （日语）.
14. ↑  . 東日本旅客鉄道.   [2019-03-01]. （原始内容存档于2019-03-06） （日语）.
15. ↑  . 東日本旅客鉄道.   [2019-03-01]. （原始内容存档于2019-03-06） （日语）.
16. ↑  . 東日本旅客鉄道.   [2019-03-01]. （原始内容存档于2019-03-23） （日语）.
17. ↑  . 東日本旅客鉄道.   [2019-03-01]. （原始内容存档于2019-02-14） （日语）.
18. ↑  . 東日本旅客鉄道.   [2019-03-01]. （原始内容存档于2019-03-25） （日语）.
19. ↑  . 東日本旅客鉄道.   [2019-07-21]. （原始内容存档于2019-07-05） （日语）.

## 外部連結
- 車站資訊（磐城淺川）：東日本旅客鐵道（日語）